# Todo el día me pregunto
«Todo el día me pregunto» es una canción del grupo de rock argentino Manal. Es la cuarta canción de su homónimo álbum editado en 1970.

## Composición
Su estructura armónica es la de un blues, pero utiliza resoluciones poco habituales en cada uno de sus grados (tónica, subdominante y dominante). Al tema propiamente dicho, compuesto por Martínez (letra y música), se añadió en el arreglo un interludio instrumental compuesto por Medina y Gabis. La letra se inscribe en el clasicismo más riguroso del género blues, tanto emotiva como formalmente.
La letra de "Todo el día me pregunto" es una descripción del "naufragio", forma de vida propia de los tiempos en que funcionaba La Cueva. Uno de sus versos: "Para que vivo así/caminando sin parar/casi siempre sin dormir", alude a la costumbre adoptada por algunos frecuentadores del local de consumir pastillas para permanecer despiertos.

## Grabación
Al igual que las otras canciones del álbum Manal, "Todo el día me pregunto" se grabó en 1970 en los Estudios TNT, ubicados en la calle Moreno casi Avenida 9 de julio. El técnico de grabación fue Tim Croatto, exmiembro de Los TNT.

## Publicaciones
"Todo el día me pregunto" fue publicada en el aclamado álbum Manal de 1970, poco después apareció en el álbum doble compilatorio Manal de 1973. Existe una única versión en vivo de la canción que apareció en 2016 en Vivo en Red House, grabada en 2014.

## Créditos
Manal
- Javier Martínez: voz y batería
- Claudio Gabis: guitarra eléctrica y piano
- Alejandro Medina: bajo eléctrico y guitarra acústica

Otros
- Jorge Álvarez y Pedro Pujo: productores
- Salvador y Tim Croatto: técnicos en grabación